# Hełmiatka
Hełmiatka, kaczka hełmiasta (Netta rufina) – gatunek średniej wielkości ptaka wodnego z rodziny kaczkowatych (Anatidae). Nie wyróżnia się podgatunków. Nie jest zagrożony wyginięciem.

## Zasięg występowania
Hełmiatka zamieszkuje południową część krainy palearktycznej od Półwyspu Iberyjskiego po Azję Środkową. Przeważnie wędrowna. Zimuje w basenie Morza Śródziemnego i południowej Azji, dokąd odlatuje od września do listopada. Od końca XIX wieku kolonizuje Europę. W jej południowej części jest gatunkiem osiadłym.
W Polsce skrajnie nielicznie gniazduje, głównie na Śląsku (na stawach rybnych w dolinie górnej Odry – zespół przyrodniczo-krajobrazowy „Wielikąt”, rezerwat przyrody Łężczok), Mazurach (rezerwat przyrody Jezioro Łuknajno) i Małopolsce (stawy rybne w dolinie górnej Wisły), w pozostałych rejonach kraju skrajnie rzadka. Jej pierwszy lęg w Polsce odnotowano w 1968 roku na jeziorze Łuknajno. W latach 2013–2018 liczebność populacji lęgowej na terenie kraju oceniano na 15–48 par. Liczebność ta podlega fluktuacjom, lecz wykazuje niewielki trend wzrostowy. Bardzo nielicznie przelotna, zimuje wyjątkowo.

## Morfologia
WyglądSamiec w okresie godowym: upierzenie dolnej części szyi, piersi, brzucha, kupra i pokryw skrzydłowych czarne, boki białe, a wierzch szary. Dziób karminowoczerwony, głowa i górna część szyi kasztanowordzawa, wydłużone pióra potylicy tworzą puszysty, nastroszony czub, przez co czoło wydaje się być wypukłe. Czerwone łapy i dziób odróżniają go od innych kaczek nurkujących. Na skrzydle białe lusterko z różowawym nalotem, w locie tworzące u obu płci szeroki biały pas. Samica i młode: szarobrązowe, z jasnym policzkiem i spodem ciała, brunatną czapeczką, białym lusterkiem z brązowawym nalotem i ciemnym wierzchem głowy. Kaczka ma też ciemnoszary dziób przyozdobiony różową plamą sięgającą czapeczki. Samiec w szacie spoczynkowej podobny, lecz o czerwonym dziobie.
Wymiary średnie
- Długość ciała ok. 53–57 cm[13]
- Długość skrzydła 24–28 cm[14]
- Rozpiętość skrzydeł 72–82 cm[13]
- Masa ciała ok. 0,8–1,5 kg[14]

## Ekologia

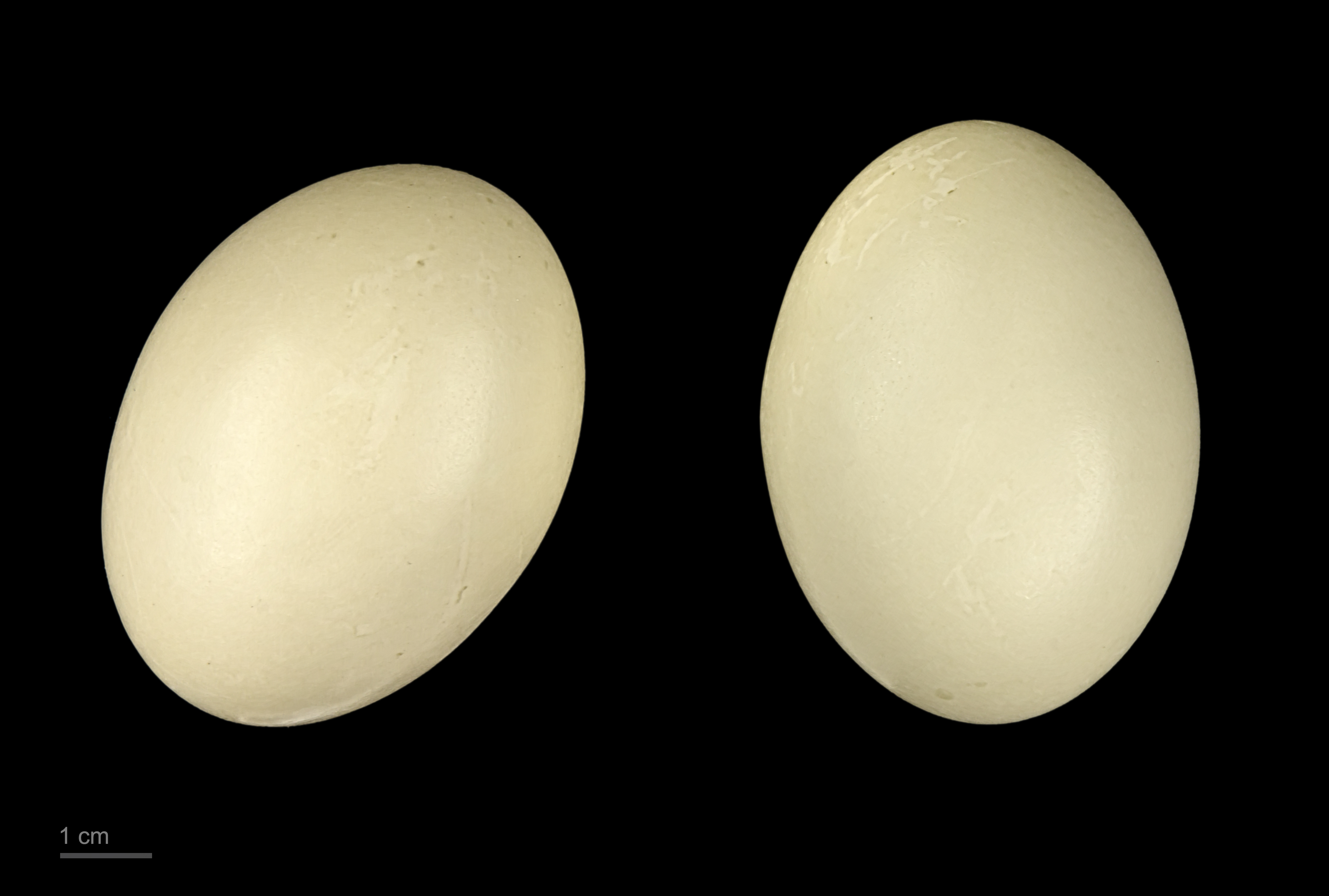
Jaja z kolekcji muzealnej

BiotopWiększe stawy i jeziora, gdzie gęsto zarośnięte połacie sąsiadują z głębokimi oczkami czystej wody. Występuje też na słonych i słonawych akwenach nieporośniętych roślinnością.
GłosOdzywa się głuchym „gueng” lub dźwięcznym „bet”. Kaczka wydaje chrapliwe „karr”.
TokiNa lęgowiska wraca w marcu i kwietniu parami. W czasie toków samiec czasami karmi samicę roślinami wodnymi.
GniazdoGnieździ się pojedynczo w pobliżu wody, czasem w małych koloniach. Podstawę stanowią zwały starej trzciny, rzadziej zakłada je na lądzie pod osłoną krzewów lub trzciny. Jej stożkowate gniazda można spotkać też na stawach skąpiej porośniętych, ale bogatych w wyspy. Zbudowane są z napotkanych w okolicy materiałów roślinnych. Wokół gniazda hełmiatki budują stabilny wał, który podtrzymuje pokłady szarego puchu przetkanego brunatnymi lub białymi drobnymi piórami pokrywowymi.
Okres lęgowyJeden lęg w roku (powtarzany w przypadku utraty lęgu). Samica składa 6–14 kremowo-żółtych lub bladozielonych jaj, a następnie wysiaduje je sama przez okres 26–28 dni. Matka wodzi kaczęta przez 2 miesiące. W puchu na boku ciała mają one po 4 żółte plamy. Pisklęta uzyskują zdolność latania po 8 tygodniach.
PożywienieZielone części roślin wodnych z niewielką ilością pokarmu zwierzęcego – pączki, młode pędy, kłącza, nasiona, ale też mięczaki, skorupiaki i owady. Żeruje zawsze w wodzie, nurkując, bądź gruntując, jak kaczki właściwe.
Hełmiatka jest zaliczana do kaczek nurkujących (grążyc), choć faktycznie jest formą pośrednią w stosunku do kaczek pływających. Przeważnie przebywa na wodzie (charakterystycznie głębiej zanurzając przednią część tułowia) i tylko czasami nurkuje. W ten sposób zdobywa jedynie 30% pokarmu. Nigdy nie żeruje na lądzie.

## Status i ochrona
W Czerwonej księdze gatunków zagrożonych Międzynarodowej Unii Ochrony Przyrody hełmiatka nieprzerwanie od 1988 roku klasyfikowana jest jako gatunek najmniejszej troski (LC – Least Concern). Liczebność światowej populacji, według szacunków organizacji Wetlands International z 2015 roku, mieści się w przedziale 420–600 tysięcy osobników. Globalny trend liczebności populacji nie jest znany.
W Polsce hełmiatka jest objęta ochroną gatunkową ścisłą. Na Czerwonej liście ptaków Polski została sklasyfikowana jako gatunek narażony (VU). Jest coraz liczniejsza, w czym pomaga ochrona miejsc lęgowych.